# Lehrkrankenhaus

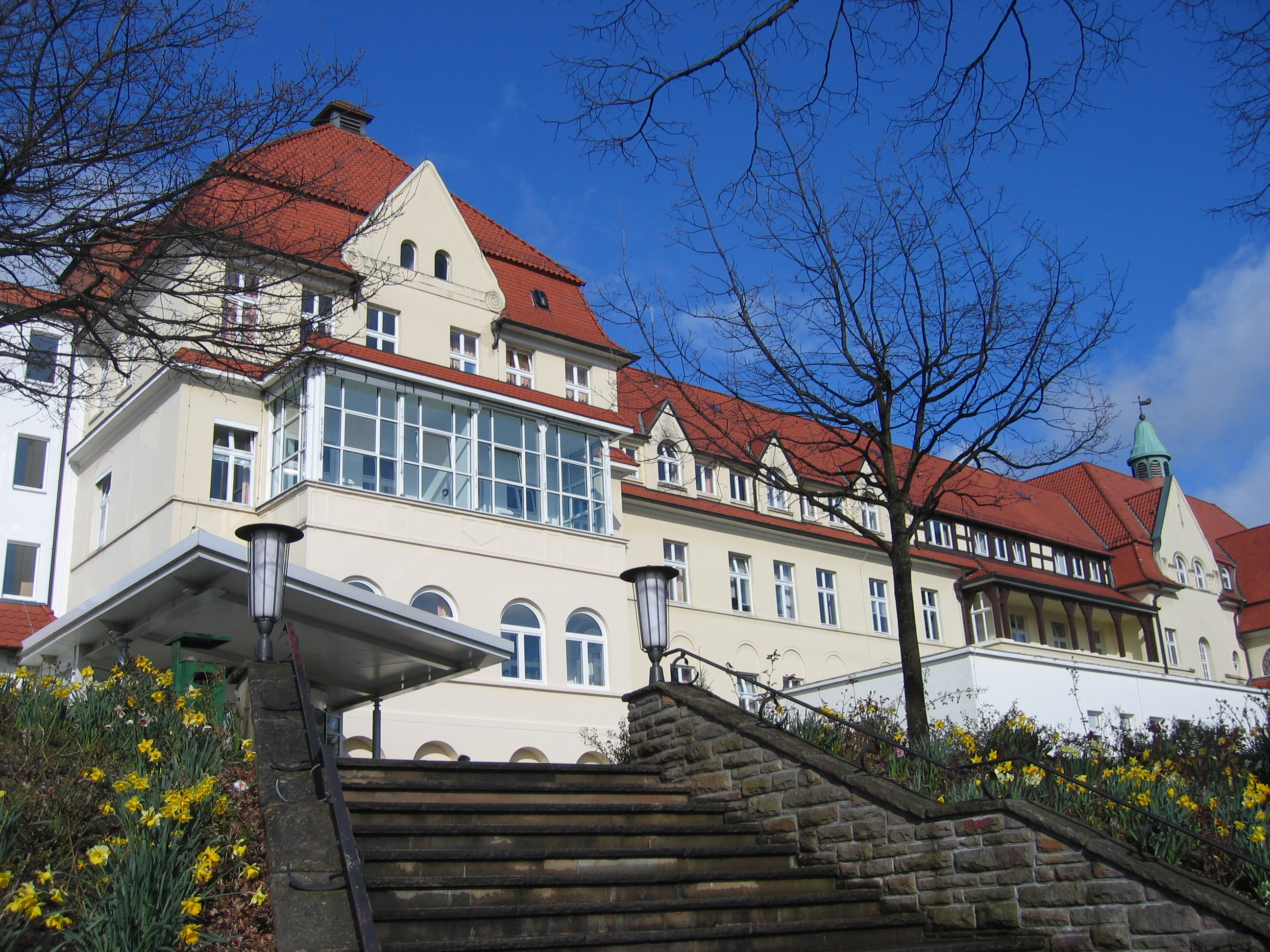
Für das ehemalige Marienhospital Arnsberg war für eine Nachnutzung als Lehrkrankenhaus geplant.

Lehrkrankenhaus (oft auch akademisches bzw. Akademisches Lehrkrankenhaus) ist eine Bezeichnung für ein Krankenhaus, an dem ein Teil des Medizinstudiums stattfindet. Das Lehrkrankenhaus gehört dabei selbst nicht zur Universität.
Lehrkrankenhäuser können Krankenhäuser unterschiedlicher Versorgungsstufen sein, auch ein Fachkrankenhaus (z. B. ein orthopädisches Fachkrankenhaus) kann Lehrkrankenhaus sein. Die Studierendenausbildung findet dann nur für genau umrissene Abschnitte in diesem bestimmten Fach statt. Ein Lehrkrankenhaus ist durch einen Vertrag mit einer bestimmten medizinischen Fakultät verbunden und nimmt nur Studierende an dieser Fakultät zur Ausbildung auf. Lehrkrankenhaus und Universität liegen oft im selben Bundesland; eine medizinische Fakultät hat meist mehrere Lehrkrankenhäuser. Das Lehrkrankenhaus erhält von dieser Fakultät eine Vergütung für die Studierendenausbildung.
Die Bezeichnung „Lehrkrankenhaus“ findet sich häufig auch in der öffentlichen Darstellung (beispielsweise im Briefkopf). Studierende werden im klinischen Teil des Medizinstudiums betreut, insbesondere im Praktischen Jahr. Sie können oft selbst wählen, ob sie das Praktische Jahr (oder Teile davon) an einem Lehrkrankenhaus oder an der Universitätsklinik selbst ableisten möchten, teilweise findet eine Einteilung statt.
Das Konzept einer praxisnahen Ausbildung von Medizinstudierenden am Krankenbett wurde schon im Mittelalter in den Krankenhäusern Persiens verwirklicht (siehe Medizin des Mittelalters und Akademie von Gundischapur).